# ヴェルマンドワ伯

ヴェルマンドワ伯の紋章

ヴェルマンドワ伯（ヴェルマンドワはく、comte de Vermandois）は、フランス王国の伯爵。領地は現在のフランス北東部にあるピカルディ地域圏に属した。

## 歴代領主一覧

### カロリング家
- ピピン1世（834年 - 850年） - イタリア王ベルンハルト（イタリア王ピピンの庶子）の息子
- ピピン2世（886年頃 - 892年） - 兼サンリス伯
- エルベール1世（892年 - 907年） - 兼サンリス伯
- エルベール2世（907年 - 943年） - 西フランク王ロベール1世の娘アデルと結婚
- アルベール1世（943年 - 988年）
- エルベール3世（987年 - 997年）
- アルベール2世（997年 - 1015年）
- オトン（1015年 - 1045年） - アルベール2世の弟
- エルベール4世（1045年 - 1080年） - オトンの長子
- ウード1世（1080年 - 1085年）
- アデライード（1085年 - 1101年） - 1122年死去、カロリング家最後の子孫、ユーグ1世と結婚

### カペー家
- ユーグ1世（1085年 - 1101年） - フランス王フィリップ1世の弟。兄に代わって第1回十字軍に参加した。
- ラウル1世（1102年 - 1152年）
- ラウル2世（1152年 - 1167年）
- エリザベート（1167年 - 1183年） - フランドル伯フィリップ・ダルザスと結婚
  - フィリップ・ダルザス（1167年 - 1183年） - フランドル伯（1168年 - 1191年）
- エレオノール（1183年 - 1213年）

フィリップ2世はヴェルマンドワをフランス王領に吸収した。

### ブルボン家
- ルイ・ド・ブルボン（1669年 - 1683年） - フランス王ルイ14世の庶子。